# Microtome amaura
Microtome amaura är en fjärilsart som beskrevs av W. Warren 1907. Microtome amaura ingår i släktet Microtome och familjen mätare. Inga underarter finns listade i Catalogue of Life.